# Heleno
Pour plus de détails, voir Fiche technique et Distribution.
Heleno est un film biographique brésilien réalisé par José Henrique Fonseca et sorti en 2012.

## Synopsis
Il s'agit d'une biographie du footballeur brésilien Heleno de Freitas. 

## Fiche technique
- Titre original : Heleno
- Réalisation : José Henrique Fonseca
- Scénario : José Henrique Fonseca, Felipe Bragança et Fernando Castets
- Photographie : Walter Carvalho
- Musique : Berna Ceppas
- Montage : Sergio Mekler
- Direction artistique : Marlise Storchi
- Costume : Rita Murtinho
- Production : José Henrique Fonseca, Rodrigo Santoro, Eduardo Pop et Rodrigo Teixeira
- Sociétés de production : Goritzia Filmes, RT Features
- Pays d'origine :  Brésil
- Langue originale : Portugais
- Genre : Biographie
- Durée : 1h56 minutes
- Dates de sortie : 30 mars 2012

## Distribution
- Rodrigo Santoro : Heleno de Freitas
- Alinne Moraes : Silvia
- Angie Cepeda : Diamantina
- Othon Bastos : Carlito Rocha
- Erom Cordeiro : Alberto
- Duda Ribeiro : Cesar
- Orã Figueiredo : Bezerra